# Brämhults Juice
Brämhults Juice AB är ett tyskägt livsmedelsföretag som tillverkar juice, smoothies och fruktdrycker. Tillverkningen skedde förut i Brämhult i Borås men flyttade utomlands 2017.
Brämhults Juice startades ursprungligen som en liten juicepressningsverksamhet av Sigvard Berggren på 1950-talet. Berggren pressade morötter till juice hemma i källaren. På 1990-talet gjordes en satsning från företagets sida efter ett besök på Valsølille i Danmark. År 2007 köptes bolaget av Eckes-Granini Group. Året därefter flyttades tillverkningen till Danmark.
Brämhults använder märkningen "nypressad" och pressade tidigare alla citrusfrukter och morötter i Brämhult.[förklaring behövs] Produkterna lättpastöriseras för längre hållbarhet. I produkterna som innehåller äpple tillsätts C-vitamin. Juicen buteljeras och lämnar presseriet senast ett dygn efter att den pressas. Den har en hållbarhet på 18 dagar. De sötade fruktdryckerna (ej juice och smoothie) innehåller även tillsatt vatten, socker och druvjuice från koncentrat.
Brämhults Juice är kunglig hovleverantör sedan 2005.